# Vágvecse
Vágvecse (szlovákul: Veča) Vágsellye településrésze, korábban önálló község Szlovákiában, a Nyitrai kerületben, a Vágsellyei járásban.

## Fekvése
Sellyével átellenben, a Vág bal partján fekszik.

## Címere
Legrégibb pecsétjében, melynek fennmaradt lenyomata 1770-ből származik, két keresztbetett evező, illetve középen csáklya látható, utalva ezáltal a Sellyét és Vágvecsét összekötő komp jelentőségére. Jobbról a Nap, balról a Hold övezi. Köriratát V V (Vag Vecse) kezdőbetűkre cserélték. Ezen történelmi pecsét alapján készítették el és iktatták be 2003-ban Vágvecse új címerét.

## Története
A régészeti leletek bőséges tanúbizonyságot tesznek e terület folyamatosan lakott voltáról már az őskortól kezdve, hiszen Vágsellye területén két ízben is találtak neandervölgyi koponya-maradványokat. Ennek a terület gazdagsága és a Vág folyón való átkelés lehetősége lehetett az oka. A terület eddigi legjelentősebb terjedelmű régészeti ásatásait – valószínűleg a Duslo vegyiüzem építése során – az 1960-as években végezték.
Első írásos említése Veza alakban 1113-ból, a második zobori oklevélből való, mely Szlovákia területén fellelt második legrégibb írott forrás. Ebben Könyves Kálmán Godoped zobori apát kérésére megerősítette a zoborhegyi bencés apátságot tulajdonjogában. Az oklevél a település erdejét is említi. Továbbá ezen írásos emlékből világosan kiderül, hogy a település korábban keletkezhetett, mint annak első fennmaradt említése.
1237-ben Vecha, 1267-ben Weccha formában szerepel. Már a 13. századtól találkozhatunk egyes személyek származási helyének jelzőjeként. Legkiemelkedőbb birtokosa a Péch, később Apponyi család volt.
A mohácsi vész után már 1529-ben eljutott ide a török, mivel itt átkelőhely volt a Vág folyón. Később kuruc katonai tábor is volt a Habsburg ellenes harcokban. A katonai hadműveletek végeztével pestis tizedelte a lakosságot. Azonban a békés időszak beköszöntével a település fejlődésnek indult, hiszen kikötőként is működött, ugyanis itt rakták meg a hajókat, melyek a Vágon lefelé szállították az árut.
A középkortól Kis és Nagy vagy Alsó és Felső részre tagolódott. 1752-ben 61 család, 1784-ben 686 lakos, 1828-ban 145 házban 1011, nagyrészt katolikus lélek lakott itt. Ide tartozott Andelek major is. A zsidó közösség emlékeiből csupán a temető maradt fenn.
A faluban vizimalmok is működtek, 1570-ben 10, 1629-ben 19 (több településsel közösen). A falu tulajdonosa a nemesi közösség volt. 1752-ben árvíz mosta el a korábbi templom romjait. 1849-ben katonai táborként szolgált, melynek idejében kitört kolerajárványnak  53 áldozata volt.
A 18. században az Árva és Turóc vármegyékből leúsztatott faanyag lerakataként kikötője jelentős.
Vályi András szerint VECSE. A. F. K. Vecse. Elegyes faluk Nyitra Várm. földes Uraik több Urak, lakosaik katolikusok, és másfélék, fekszenek Hoszszúfaluhoz közel; határjok ollyan, mint Szelőczéé.
Fényes Elek szerint Vecse (Kis és Nagy), Nyitra m. két összeolvadt magyar helység a Vágh bal partján, Séllyével általellenben. Lakosai kik 788 kath., 21 ref., 364 zsidókból állanak, sok buzát, árpát; dohányt termesztenek; marhát, juhot tartanak. A számos zsidóknak synagógájok van. F. u. többen. Ut. p. F.-Jattó.
A 19. században az Andelka, Branek (vagy Bramek), Kopanica és Cigánytelep majorok tartoztak hozzá. A 19. század második felében legnagyobb birtokosai a Hunyady, Cígler és Tuchinský családok. Az utóbbi két család birtokait részben felvásárolta Horváth Ajtics Dezső.
Az első világháborút követően a trianoni békediktátum által a megalakuló Csehszlovákiához csatolták, ekkor morva telepesek érkeztek a községbe. Vecsén fűrésztelep, valamint 1933-ig szeszfőzde is működött. 1938-ban az I. bécsi döntés következtében visszacsatolták Magyarországhoz. A szovjet Vörös Hadsereg 1945. április 1-jén foglalta el. A második világháborút követően a trianoni határok visszaállításával ismét Csehszlovákiához csatolták. A kassai kormányprogram következményeként elkobozták a Hangya szövetkezet, a Bordács és Horváth Ajtics családok tulajdonait.
A Duslo vegyiüzem 1960-as évekbeli megépítésével és az ennek következtében itt létrejövő terjedelmes lakótelep felépítésével jelentősen megváltozott az egykori község arculata, s alakult ki Vecse mai képe. A községet 1960-ban Vágsellyéhez csatolták. Új általános iskoláját 1965-ben, művelődési házát 1974-ben, bentlakásos szakmunkásképző iskoláját 1975-ben avatták fel. A 2100 lakással rendelkező lakótelepének építését, amelyet 23 panelház alkot, 1976-ban kezdték el. Vágsellyével összekötő közúti hídját 1977 június 10-én adták át. Az 1970-es és az 1980-as években  építették új postahivatalát, egészségügyi központját, 24 tantermes általános iskoláját, óvodáját és bevásárló-központját. Jelenleg megközelítőleg 8500 lakosa van.

## Nevezetessége

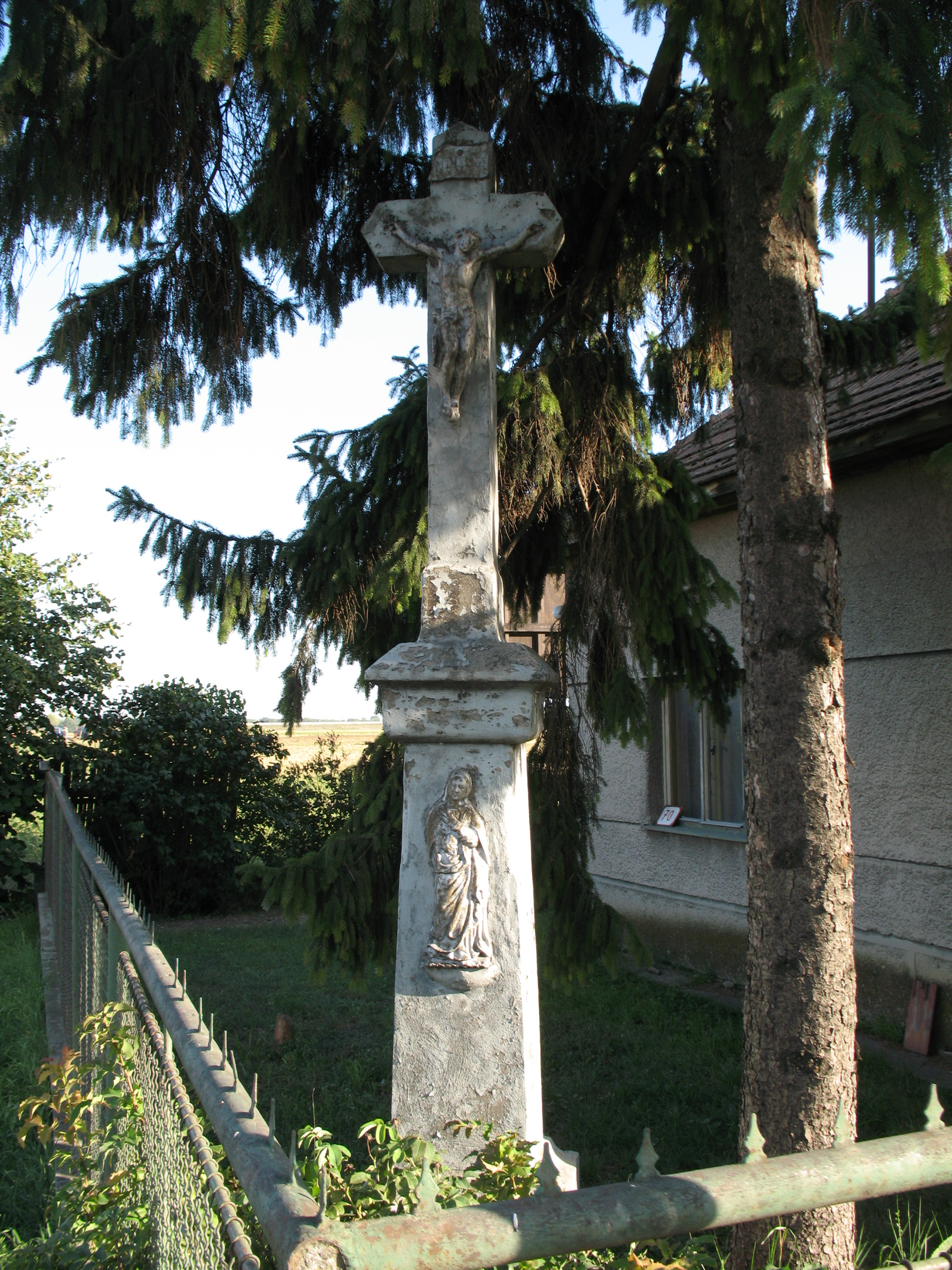
Kereszt Tornóc felé

- Római katolikus temploma későbarokk stílusban épült, de klasszicista stílusban átépítették.

## Híres vágvecseiek
- Galánthay Glock Tivadar (1872–1956) vezérőrnagy, országgyűlési képviselő, akadémiai tanár.
- Itt élt Ajtics Horváth Dezső (1873–?) országgyűlési képviselő.[3]
- Itt született 1890-ben Domonkos Miksa magyar gépészmérnök, katona, a második világháború alatt a nagy gettó egyik vezetője.
- A Neuschloss család őse, Neuschloss Jakab a 18. század végén menekült el Morvaországból Vágvecsére a korabeli fakereskedelem egyik központjába.

## Társadalmi szervezetek
- Tüzoltó egyesületét 1879-ben alapították.
- A Večianka nyugdíjasklub 1983. szeptember 8-án alakult meg.